# Южний (Багратіоновський район)
Южний (рос. Южный) — селище Багратіоновського району, Калінінградської області Росії. Входить до складу Нівенського сільського поселення.
Населення — 2772 особи (2015 рік).